# Hemicycla glyceia
Hemicycla glyceia is een slakkensoort uit de familie van de Helicidae. De wetenschappelijke naam van de soort is voor het eerst geldig gepubliceerd in 1821 door J. Mabille.